# 伊藤彰記
伊藤 彰記（いとう あきのり）は、愛知県蒲郡市出身のドラマ演出家である。元有限会社5年D組、現在は日テレアックスオン所属。

## 学歴
蒲郡市立蒲郡中学校　岡崎城西高校、関東学院大学工学部卒業。

## 作品

### 演出作品
- スティンガース（2025年、フジテレビ）演出
- 子宮恋愛（2025年、読売テレビ）演出
- あらばしり（2025年、読売テレビ）演出
- マル秘の密子さん（2024年、日本テレビ）演出
- 新空港占拠（2024年、日本テレビ）演出
- セクシー田中さん  (2023年、日本テレビ)演出
- だが、情熱はある（2023年、日本テレビ）演出
- invert 城塚翡翠 倒叙集 （2022年、日本テレビ）演出
- 家庭教師のトラコ（2022年、日本テレビ）チーフ演出
- 卒業式に、神谷詩子がいない（2022年、日本テレビ）演出
- ハコヅメ～たたかう！交番女子～（2021年、日本テレビ）演出
- ハコヅメ～もっとたたかう町山署の人々～（2021年 日本テレビ）Hulu演出
- 恋はDeepに（2021年、日本テレビ）演出
- 恋はDeepに勉強中！（2021年、日本テレビ）Hulu演出
- 35歳の少女（2020年、日本テレビ）演出
- 35歳の少女　25年前のあなたへ（2020年、日本テレビ）Hulu演出
- 美食探偵　明智五郎 裏メニュー（2020年、日本テレビ）Hulu演出
- 同期のサクラ リクエストのミタ（2019年、日本テレビ）Hulu演出
- ハケン占い師アタル（2019年、テレビ朝日）演出
- 過保護のカホコ（2017年、日本テレビ）演出
- はじめまして、愛しています。（2016年、テレビ朝日）演出
- 偽装の夫婦（2015年、日本テレビ）演出

### 他、主な参加作品
- 東京タラレバ娘2020（2020年、日本テレビ）演出補
- 過保護のカホコスペシャル（2018年、日本テレビ）スケジュール
- BG〜身辺警護人〜（2018年、テレビ朝日）演出補
- ○○妻（2015年、日本テレビ）演出補
- アイムホーム（2015年、テレビ朝日）演出補
- ゲームの規則（2015年、テレビ朝日）演出補
- BORDER（2014年、テレビ朝日）演出補
- 雲の階段（2013年、日本テレビ）演出補
- 未解決事件File2オウム真理教17年目の真実（2012年、NHK)演出補
- ボーイズオンザラン（2012年、テレビ朝日）演出補
- 家政婦のミタ（2011年、日本テレビ）演出補
- リバウンド（2011年、日本テレビ）演出補

## 受賞
- 第116回ザテレビジョンドラマアカデミー賞 監督賞（『だが、情熱はある』）[1]